# فرد فالنتاين
فرد فالنتاين (بالإنجليزية: Fred Valentine)‏ (1909 في المملكة المتحدة - 1981) هو لاعب كرة قدم بريطاني (وحمل سابقاً جنسية المملكة المتحدة لبريطانيا العظمى وأيرلندا) في مركز الهجوم. لعب مع أولدهام أثلتيك ونادي هايد إف سي ونادي رانكورن هالتون.